# Еухенио Силер
Еухенио Силер Маргаин (на испански: Eugenio Siller Margain) е мексикански певец, модел и актьор.

## Биография
Еухенио Силер е роден в Тампико, Тамаулипас, Мексико на 5 април, 1981 г. Има по-голям брат – Едмундо Силер, който е музикант.

## Кариера
От много малък се увлича по актьорството. Започва с участие в реклами, театрални пиеси и други.
Музикалната му кариера започва с групата „Klishe“ през 1998 г., като с нея излиза за първи път на сцена, печели няколко награди и издава дискове.
Известно време живее в Италия. Там развива своята кариера на модел и работи за много важни марки. След това се премества в Маями, Флорида и там продължава актьорската и певческа кариера. Записва се да учи в „CEA“ през 2002 г. и през 2005 г. завършва.
През 2006 г. получава първата си роля в теленовелата „Непокорните“ и участва в няколко епизода.

## Филмография
- Кой кой е? (¿Quién es quién?) (2015) – Педро „Перико“ Перес Гонсалес / Леонардо Фуентемайор
- Кралица на сърцата (Reina de corazones) (2013) – Диего
- Камериерка в Манхатън (Una maid en Manhattan) (2011/12) – Кристобъл Паркър Салас
- Аурора (Aurora) (2010/11) – Мартин Лобос
- Моят грях (Mi pecado) (2009) – Хулиан Уерта
- Любов без грим (Amor sin maguillaje) (2007)
- По дяволите красавците (Al diablo con los guapos) (2007) – Алехандро
- Пощенски код (Codigo postal) (2006) – Рафаел
- Непокорните (Rebelde) (2004/05) – Лусиано